# Estació de Finestrelles - Sant Joan de Déu
|  | El títol d'aquest article és incorrecte a causa de limitacions tècniques. El títol correcte de l'article és Estació de Finestrelles \| Sant Joan de Déu. |

Finestrelles | Sant Joan de Déu serà una estació del metro de Barcelona de les línies L3 de TMB i L12 de FGC.
Estarà construïda a 60 metres (L3) i 30 metres (L12) de profunditat. L'andana de la L3 serà central i tindrà 9 metres d'amplada, mentre que la L12 disposarà de 2 andanes de 5 metres d'amplada. L'estació estarà equipada amb escales mecàniques i ascensors.
L'estació donarà servei a l'Hospital Sant Joan de Déu i a la urbanització de Finestrelles.
La L3 es perllonga des de Zona Universitària i segueix fins a Sant Feliu i la L12 des de Reina Elisenda fins aquí, sent l'estació de Finestrelles la terminal. La L12 es perllonga en doble via en el túnel i via única en les estacions per la mida de la tuneladora.
| Procedència/Destinació        | <                | Línia | >                  | Procedència/Destinació |
| ----------------------------- | ---------------- | ----- | ------------------ | ---------------------- |
| Metro de Barcelona            |                  |       |                    |                        |
| Projectat                     |                  |       |                    |                        |
| Sant Feliu                    | Esplugues Centre |       | Zona Universitària | Trinitat Vella         |
| Línia Barcelona-Vallès de FGC |                  |       |                    |                        |
| Projectat                     |                  |       |                    |                        |
| Sarrià                        | Eulàlia d'Anzizu |       | terminal           | terminal               |